# Kirjat ha-Memšala Rabin

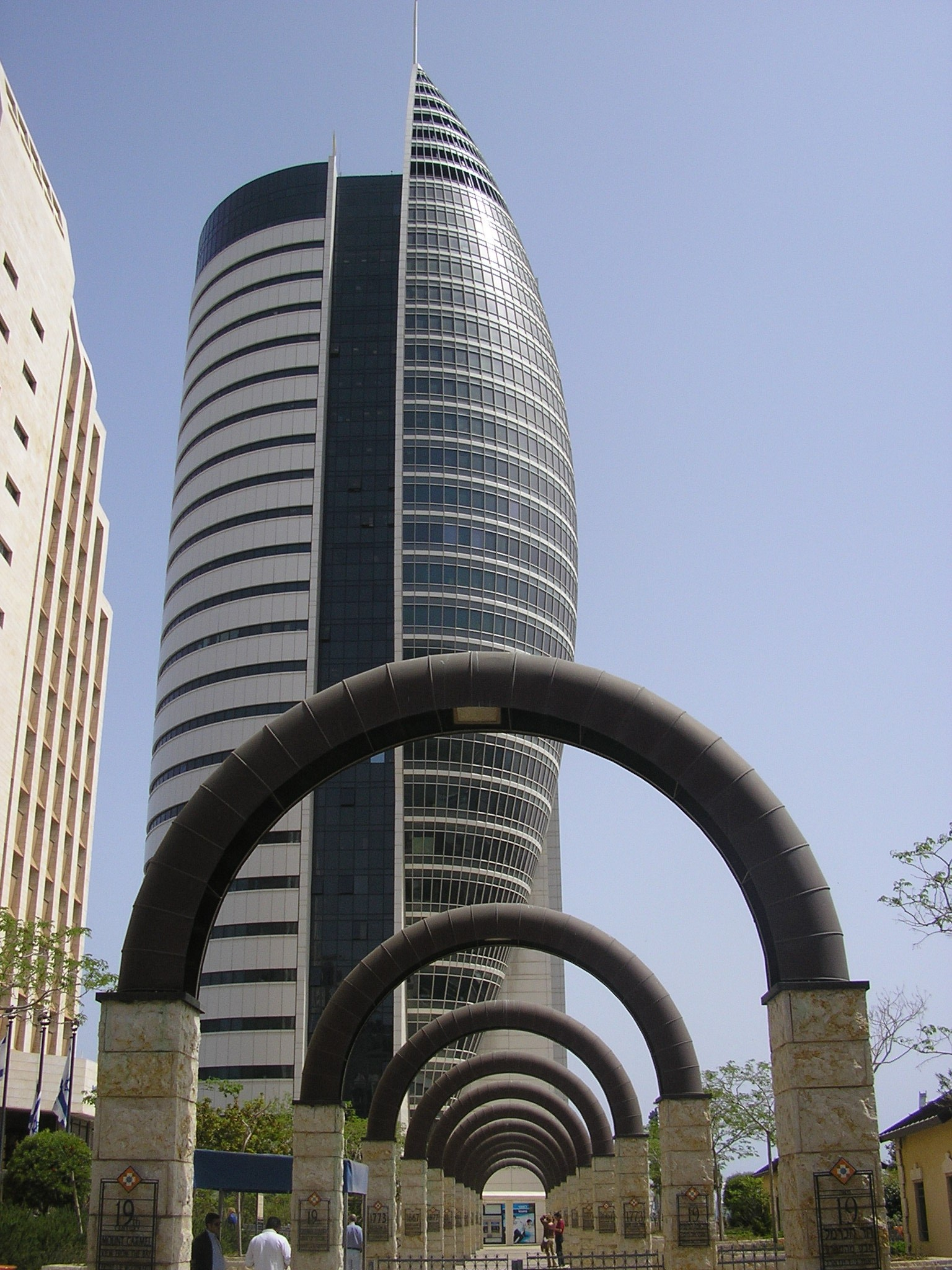
Výšková budova Migdal ha-Mifras

Kirjat ha-Memšala Rabin (hebrejsky: קריית הממשלה ע"ש רבין, doslova Rabinovo vládní město) je čtvrť v centrální části Haify v Izraeli. Nachází se v administrativní oblasti ha-Ir ha-Tachtit respektive v její podčásti ha-Ir ha-Tachtit-Merkaz, nedaleko pobřeží Haifského zálivu.
Leží v nadmořské výšce do 50 metrů poblíž Haifského přístavu, podél ulic Sderot ha-Paljam a Derech ha-Acma'ut. Je pojmenována podle izraelského vojáka a politika Jicchaka Rabina. Nachází se tu komplex využívaný Ministerstvem vnitra Izraele a dále ústřední soudní budova. Výraznou stavbou tohoto komplexu je výškový dům Migdal ha-Mifras. Čtvrť má rozlohu 0,16 kilometru čtverečního a není zde evidována trvalá populace.